# 横浜市立潮田中学校

横浜市立潮田中学校（よこはましりつうしおだちゅうがっこう）は、神奈川県横浜市鶴見区向井町四丁目に所在する公立中学校。

## 沿革
- 1947年（昭和22年）4月1日 - 創立
- 1947年（昭和22年）
  - 5月5日 - 横浜市立下野谷小学校と横浜市立鶴見工業高校の校舎の一部を借りて開校（生徒数533名8学級、教職員16名）
  - 5月30日 - 潮田中学校愛好会(PTA)創立、図工担当職員であった飯野亥八が校章を考案
- 1948年（昭和23年）3月5日 - 3年生は本校へ1･2年生は下野谷小の分校へ通学
- 1949年（昭和24年）2月12日 - 旧本校舎完成
- 1950年（昭和25年）横浜市立鶴見工業高校潮田分校（夜間定時制）が中学校校舎内に併設（被服科、木工科、電気科、珠算科、1953年（昭和28年）より自動車科）
- 1956年（昭和31年）3月31日 - 横浜市立鶴見工業高校潮田分校（夜間定時制）廃校
- 1957年（昭和32年）11月1日 - 横浜市立潮田中学校寛政分校が開校
- 1964年（昭和39年）9月1日 - 特殊学級（障がい児学級）開設、寛政分校が横浜市立寛政中学校として独立開校
- 1971年（昭和46年）3月26日 - 以降は青空卒業式を解消
- 2023年（令和5年）- 女子スラックス導入